# 阿尔海姆
阿尔海姆是德国黑森州的一个市镇。总面积63.83平方公里，总人口5054人，其中男性2561人，女性2493人（2011年12月31日），人口密度79人/平方公里。